# Novak Bošković
Novak Bošković (szerbül: Новак Бошковић, Zombor, 1989. május 23. – Belgrád, 2019. február 3.) szerb válogatott kézilabdázó. 

## Pályafutása

### Klubcsapatokban
Pályafutását a cservenkai Crvenka csapatában kezdte, majd megfordult a Verbász a Priboj és a szlovéniai Koper csapatában is. A 2014–2015-ös szezonban Magyarországon, a Tatabánya csapatában kézilabdázott. Ezt követően Romániában és Izraelben szerepelt.

### A válogatottban
A szerb válogatottban öt mérkőzésen tízszer volt eredményes.  Részt vett a 2016-os Európa-bajnokságon.

## Sikerei, díjai
Makkabi Tel Aviv
- Izraeli bajnok (2): 2014, 2016

Dinamo București
- Román bajnok (1): 2018

## Család
Nős volt, egy lánya született.

## Halála
2019. február 3-án öngyilkosságot követett el belgrádi lakásában.